# Оптимальний інтервал перфорації
Оптимальний інтервал перфорації (рос. оптимальный интервал перфорации; англ. optimum perfora-tion interval; нім. optimales Perforationsintervall n) — інтервал перфорації, при якому досягається найбільший безводний і безгазовий дебіт нафти в нафтогазових покладах, підстелених водами.